# David Guerrier
David Guerrier (Pierrelatte, 2 december 1984) is een Frans trompettist, hoornist en voormalig pianist.

## Biografie
Guerrier begon zijn muzikale studies in 1990. De eerste zeven jaar speelde hij piano, daarna begon hij trompet te spelen en kreeg hij les van Serge Vivares. In 2002 begon hij als hoornsolist en werkte hij samen met het Orchestre National de France.
Hij speelt ook, recreatief, tuba, trombone, viool en ophicleïde.

## Eurovision Young Musicians
Guerrier vertegenwoordigde zijn vaderland Frankrijk op het tiende Eurovision Young Musicians.
- Bibsys: 9073224
- Bibliothèque nationale de France: cb14183953b (data)
- Gemeinsame Normdatei: 135343232
- International Standard Name Identifier: 0000 0000 7840 6108
- Library of Congress Control Number: no2005119564
- MusicBrainz: 2cefe35c-d9cd-498e-b5ba-7ec2660913e7
- Nationale Bibliotheek van Israël: 987012503020205171
- Système universitaire de documentation: 087888777
- Virtual International Authority File: 44509708
- WorldCat: E39PBJqVR3RWfhpBXXyF4FqYT3